# Орославје
Орославје је град у Хрватској у Крапинско-загорској жупанији.

## Географски положај
Орославје се налази у близини Доње Стубице. Надморска висина градског средишта је 169 метара. Површина града је 32 km2.

## Историја
Статус града Орославје је добило 1997. године.

## Становништво
На попису становништва 2011. године, град Орославје је имао 6.138 становника, од чега у самом Орославју 3.368.
На попису становништва 2001. године, град Орославје је имао 6.253 становника, од чега у самом Орославју 3.420.

## Попис 1991.
На попису становништва 1991. године, насељено место Орославје је имало 3.503 становника, следећег националног састава:
| Попис 1991.‍   | Попис 1991.‍  | Попис 1991.‍ | Попис 1991.‍ | Попис 1991.‍ |
| ------------- | ------------ | ----------- | ----------- | ----------- |
|               |              |             |             |             |
| Хрвати        | Хрвати       |             | 3.392       | 96,83%      |
| Срби          | Срби         |             | 20          | 0,57%       |
| Југословени   | Југословени  |             | 17          | 0,48%       |
| Словенци      | Словенци     |             | 10          | 0,28%       |
| Албанци       | Албанци      |             | 8           | 0,22%       |
| Муслимани     | Муслимани    |             | 6           | 0,17%       |
| Немци         | Немци        |             | 2           | 0,05%       |
| Македонци     | Македонци    |             | 1           | 0,02%       |
| Црногорци     | Црногорци    |             | 1           | 0,02%       |
| Чеси          | Чеси         |             | 1           | 0,02%       |
| остали        | остали       |             | 1           | 0,02%       |
| неопредељени  | неопредељени |             | 14          | 0,39%       |
| регион. опр.  | регион. опр. |             | 2           | 0,05%       |
| непознато     | непознато    |             | 28          | 0,79%       |
| укупно: 3.503 |              |             |             |             |